# Hullabaloo
Hullabaloo Soundtrack (рус. Халлабалу Саундтрек) — первый концертный альбом британской альтернативной рок-группы Muse, выпущенный летом 2002 лейблом Mushroom Records в UK.

## Об альбоме
Hullabaloo Soundtrack состоит из 2 частей: первая часть — это так называемый сборник би-сайдов, то есть сборник песен, не вошедших в основные альбомы. Вторая часть — записи с концерта в Париже. Альбом выпускался не только на CD, но и на DVD.

## Список композиций

### СD1
1. Forced in (Принуждённый) 4:18
2. Shrinking Universe (Сжимающаяся вселенная) 3:06
3. Recess (Перерыв) 3:38
4. Yes Please (Да, пожалуйста) 3:07
5. Map of your head (Схема твоей головы) 4:23
6. Nature 1 (Природа 1) 3:39
7. Shine acoustic (Сияние (акустическая версия песни Shine с сингла Hyper Music/Feeling Good)) 5:12
8. Ashamed (Пристыженный) 3:49
9. The Gallery (Галерея) 3:30
10. Hyper Chondriac Music (Гипер хондрическая музыка) 5:29

### СD2
1. Dead star (Мёртвая звезда) 4:10
2. Micro cuts (Микро порезы) 3:30
3. Citizen Erased (Стёртый обыватель) 7:21
4. Showbiz (Шоу-бизнес) 5:04
5. Megalomania (Мания Величия) 4:36
6. Darkshines (Тёмные сияния) 4:36
7. Screenager (Скринэйджер) 4:22
8. Space Dementia (Пространственное слабоумие) 5:32
9. In Your World (В твоём мире) 3:10
10. Muscle Museum (Музей мышц) 4:29
11. Agitated (Возбужденный) 4:12

## Участники записи
- Мэттью Беллами — вокал, гитара, клавишные.
- Крис Уолстенхолм — бэк-вокал, бас-гитара.
- Доминик Ховард — ударные, перкуссия.